# Carnaval de Paris
Carnaval de Paris é um evento cultural da cidade de Paris, França, que ocorre depois da antiga Fête des Fous (Festival dos Doidos - desde o século XI) e tem sido um dos principais festivais da Europa desde o século XVI. A burguesia parisiense passou a patrocinar os maiores bailes a fantasia da temporada e surgiu a noção de mistura entre as classes sociais. Os donos do poder parisiense rapidamente perceberam os prazeres e as lucrativas negociações que poderiam resultar das festas carnavalescas

## História
O Carnaval Parisiense tem uma história muito longa na capital francesa. Nicolas de Baye escreveu em seu diário em 1411:O poder de permanência do Carnaval de Paris, os elementos que a tornaram uma instituição ao longo de séculos, é baseado em uma tradição ininterrupta de "festa e sociedades de carnaval" (o equivalente a escola de samba no Rio de Janeiro e em São Paulo ou o krewe da festa Mardi Gras de Nova Orleans) e da participação organizada de determinados grupos cívicos, empresas e sindicatos. O papel central da classe trabalhadora é ilustrada, por exemplo, um poema anônimo do século XVIII.
Os trabalhadores tinham um papel central nas celebrações. O que é menos conhecido é o fato de o carnaval da capital francesa ser a festa da polícia de Paris. Durante o século XIX, o envolvimento dos açougueiros, lavadores, comerciantes e alunos tornaram-se essenciais para a animação do Carnaval.
No entanto, o Carnaval de Paris, foi esquecido durante quarenta anos, desde o início dos anos 1950 até 1993. Ainda hoje, muitos parisienses não sabem que o carnaval ainda existe. Eles também ignoram o fato de na celebração do carnaval o aparecimento de certos personagens, os estereótipos com tragueis distintivos que aparecem a cada ano, e que há uma série de piadas de carnaval tradicional. Estes verdadeiramente "piadas velhas" que sobreviveram desde há muito tempo como o século XVII. Durante os anos de 1950 a 1993, a expressão "Carnaval de Paris" foram raramente falado. 